# Roberto Accornero
Roberto Accornero (Ivrea, 9 marzo 1957) è un attore e doppiatore italiano.

## Biografia
Accornero comincia molto presto a far teatro. Non finisce l'università, ma accetta un lavoro dal suo professore, Gian Renzo Morteo. Dal 1981 inizia un'intensa attività nella prosa radiofonica che lo conduce a un duraturo sodalizio con Alberto Gozzi e con l'Istituto Barlumen. In quegli stessi anni è molto a suo agio nel ruolo di Pieretto nel film pavesiano Il diavolo sulle colline, di Vittorio Cottafavi (Festival di Cannes, 1985). Va avanti e lavora con Fellini (Ginger e Fred), Soldini (L'aria serena dell'Ovest), Giannarelli, Calopresti, Ferrario, Argento, Verdone, Faenza, Saura, Martone.
In teatro è per due stagioni con Carlo Cecchi, poi con Ronconi, Missiroli e molti altri. In televisione è stato spesso un componente del cast in sceneggiati nazional-popolari, diretto da Gregoretti, Perelli, Di Carlo, Questi, Capitani, Giordana, Zaccaro, Dayan, Cavani, Frazzi e molti altri. Nel 2010 è premiato in tre festival come miglior attore per il corto di Cribari Diario di un disagiato. Tra i ruoli che ha interpretato vi sono quelli di Angelo Dell'Acqua nella miniserie televisiva Papa Giovanni - Ioannes XXIII e quello di Giovanni Canevari nella miniserie televisiva La piovra 6 - L'ultimo segreto, il sesto capitolo del celebre franchise de La piovra.
Tra gli anni novanta e gli anni duemila, i ruoli più significativi nella carriera di Accornero sono quello del magnanimo Capitano dei Carabinieri Aloisi nella serie di prima serata Il maresciallo Rocca (poi promosso a Maggiore), e quello dell'inflessibile e cinico responsabile delle risorse umane Guido Geller nella sitcom Camera Café.
Ha interpretato il ruolo di Cesare Lombroso nel cortometraggio Larvae (2022) di Alessandro Rota.

## Filmografia

### Cinema
- Il diavolo sulle colline, regia di Vittorio Cottafavi (1985)
- Le due vite di Mattia Pascal, regia di Mario Monicelli (1985)
- Ginger e Fred, regia di Federico Fellini (1986)
- Remake, regia di Ansano Giannarelli (1987)
- L'aria serena dell'ovest, regia di Silvio Soldini (1990)
- Pasolini, un delitto italiano, regia di Marco Tullio Giordana (1995)
- Non chiamatemi papà, regia di Nini Salerno (1997)
- Tutti giù per terra, regia di Davide Ferrario (1997)
- L'educazione di Giulio, regia di Claudio Bondi (2000)
- Non ho sonno, regia di Dario Argento (2001)
- Ma che colpa abbiamo noi, regia di Carlo Verdone (2003)
- La meglio gioventù, regia di Marco Tullio Giordana (2003)
- De reditu - Il ritorno, regia di Claudio Bondi (2004)
- I giorni dell'abbandono, regia di Roberto Faenza (2005)
- La doppia ora, regia di Giuseppe Capotondi (2009)
- Io, Don Giovanni, regia di Carlos Saura (2009)
- Noi credevamo, regia di Mario Martone (2010)
- I nostri ragazzi, regia di Ivano De Matteo (2014)
- The Nest (Il nido), regia di Roberto De Feo (2019)
- Larvae, regia di Alessandro Rota (2022)

### Televisione
- Quei trentasei gradini, regia di Luigi Perelli – miniserie TV, 5 episodi (1984-1985)
- Cinque storie inquietanti, regia di Carlo Di Carlo – serie TV, episodio 1x05 (1987)
- Italia chiamò – serie TV, episodio 1x08 (1992)
- La piovra 6 - L'ultimo segreto, regia di Luigi Perelli – miniserie TV, 6 episodi (1992)
- Piazza di Spagna, regia di Florestano Vancini – miniserie TV (1992)
- L'ispettore Sarti – serie TV, 6 episodi (1994)
- Il maresciallo Rocca – serie TV, 24 episodi (1996-2005)
- Non chiamatemi papà, regia di Nini Salerno – film TV (1997)
- Non lasciamoci più, regia di Vittorio Sindoni – serie TV (1999-2001)
- Piovuto dal cielo, regia di José María Sánchez – miniserie TV (2000)
- La Sindone - 24 ore, 14 ostaggi, regia di Lodovico Gasparini - film TV (2001)
- Casa famiglia, regia di Riccardo Donna – serie TV (2001)
- Cuore - miniserie TV (2001)
- Camici bianchi, regia di Stefano Amatucci e Fabio Jephcott – serie TV (2001)
- Papa Giovanni - Ioannes XXIII, regia di Giorgio Capitani – miniserie TV (2002)
- Stiamo bene insieme, regia di Vittorio Sindoni – serie TV (2002)
- Incantesimo 6 (2003)
- Sospetti, regia di Gianni Lepre – serie TV, 3 episodi (2003)
- L'avvocato – serie TV, episodio 4x01 (2004)
- Amiche, regia di Paolo Poeti – miniserie TV (2004)
- Il capitano, regia di Vittorio Sindoni – serie TV (2005)
- De Gasperi - L'uomo della speranza, regia di Liliana Cavani - miniserie TV (2005)
- Amanti e segreti, regia di Gianni Lepre - serie TV (2005)
- Il mio amico Babbo Natale, regia di Franco Amurri – film TV (2005)
- La contessa di Castiglione, regia di Josée Dayan – miniserie TV (2006)
- R.I.S. 2 - Delitti imperfetti, regia di Alexis Sweet – serie TV, episodio 2x05 (2006)
- Camera Café – serie TV, 102 episodi (2007-2017)
- Il maresciallo Rocca e l'amico d'infanzia, regia di Fabio Jephcott – miniserie TV, 2 episodi (2008)
- Il mostro di Firenze, regia di Antonello Grimaldi – miniserie TV (2009)
- Il commissario Manara – serie TV, episodio 2x03 (2011)
- La donna della domenica, regia di Giulio Base – miniserie TV (2011)
- Don Matteo, regia di Giulio Base – serie TV (2011)
- La farfalla granata, regia di Paolo Poeti – film TV (2013)
- Adriano Olivetti - La forza di un sogno, regia di Michele Soavi – miniserie TV (2013)
- Madre, aiutami, regia di Gianni Lepre – miniserie TV (2014)
- Tango per la libertà, regia di Alberto Negrin – miniserie TV (2016)
- La classe degli asini, regia di Andrea Porporati – film TV (2016)
- I Medici (Medici: Masters of Florence) – serie TV, episodio 1x05 (2016)
- Rocco Schiavone – serie TV, episodi 1x02-1x04 (2016)
- 1993 – serie TV, episodio 1x07 (2017)
- Il processo, regia di Stefano Lodovichi – serie TV (2019)
- Cuori, regia di Riccardo Donna – serie TV, episodi 1x02-1x04-1x06 (2021)
- Vostro onore, regia di Alessandro Casale – serie TV, episodi 1x01-1x05 (2022)
- Giustizia per tutti, regia di Maurizio Zaccaro – miniserie TV, episodio 1x04 (2022)
- Blocco 181, regia di Ciro Visco – serie TV, episodio 1x05 (2022)
- Il patriarca, regia di Claudio Amendola - serie TV, 5 episodi (2023)
- Anima gemella, regia di Francesco Miccichè – miniserie TV (2023)

## Prosa radiofonica Rai
- Billy Budd di Hermann Melville, regia di Ida Bassignano, 27 puntate, trasmessa dal 17 al 29 giugno 1998 su Rai Radio 3 per il ciclo Nel mare del fantastico del programma radiofonico Lampi d'estate[1]
- Sam Torpedo - Sceneggiato radiofonico - Radio 3 (2001)
- La fabbrica di polli - Sceneggiato radiofonico - Radio 3 (2008)

## Teatro
- Il gabbiano di Anton Čechov, regia di Mario Maranzana (1985)
- Il misantropo di Molière, regia di Carlo Cecchi (1986)
- La cenere di Vienna, da Jean-Paul Sartre, regia di Paola D'Ambrosio (1987)
- L'uomo, la bestia e la virtù, di Luigi Pirandello, regia di Carlo Cecchi (1988)
- Gli ultimi giorni dell'umanità, di Karl Kraus, regia di Luca Ronconi (1991)
- La donna del mare di Henrik Ibsen, regia di Beppe Navello (1995)
- Occupandosi di Tom, di Lucy Gannon, regia di Massimiliano Troiani (1995)
- La Repubblica da Platone, regia di Italo Spinelli (2004)

## Doppiaggio

### Cinema
- Tim Blake Nelson in Anesthesia, Old Henry
- Zack Ward in Devil's Tomb - A caccia del diavolo
- Kevin Durand in The Captive - Scomparsa
- Richard Jenkins in Eddie - Un'allenatrice fuori di testa
- Ken Lerner in Undisputed II: Last Man Standing
- Jacek Koman in Son of a Gun
- Benoît Poelvoorde in Il prezzo della gloria
- Jean-Marc Roulot in Ritorno in Borgogna
- Michel Vuillermoz in Benvenuti... ma non troppo
- Valéry Zeitoun in Backstage
- Stephen Hogan in Il giovane Karl Marx
- Yehuda Almagor in Foxtrot - La danza del destino
- Fatih Al in Torna a casa in Jimi!
- Toshirô Yanagiba in Space Battleship Yamato
- Ryō Iwamatsu in Tokyo Ghoul - Il film
- Bertrand Burgalat in Lolo - Giù le mani da mia madre
- Marc Brunet in La Mélodie
- David Wilmot in Calm with Horses - L’ombra della violenza
- Yue Wu in Ip Man 4 - The Finale
- Joachim Król in Cartoline di morte

### Serie televisive
- Carlos Sandoval Castro in Vis a vis - Il prezzo del riscatto e Vis a vis - L'Oasis
- Jamie Kaler in How I Met Your Mother
- Sven Waasner in Tempesta d'amore
- Marcello Novaes in Garibaldi, l'eroe dei due mondi
- Jerónimo Gil in Dolce Valentina
- Ricardo Vélez in Ecomoda
- Horacio Roca in I due volti dell'amore
- Fabián Mazzei in Una famiglia quasi perfetta
- Joshua Malina in Scandal
- Andrew Tinpo Lee in Kidding - Il fantastico mondo di Mr. Pickles
- Paulino Nunes in Nurses - Nel cuore dell'emergenza
- Diamond Dallas Page in The Guardians of Justice
- Gavan O'Connor-Duffy in Vikings: Valhalla

### Film d'animazione
- Brain in Top Cat e i gatti combinaguai
- Endurphe in Godzilla - Il pianeta dei mostri e Godzilla - Minaccia sulla città
- Volpe ne Il Gruffalo[2], Gruffalo e la sua piccolina[3]
- Kizashi Haruno in Naruto - La via dei ninja

### Anime
- Kizaru in One Piece Stampede - Il film
- Manboshi (prima voce) in One Piece
- Oda Nobunaga in Sengoku Basara - Samurai Kings
- Cancelliere Doppler (in episodi inediti e film d'animazione) in Danguard
- Endurphe in Godzilla - Il pianeta dei mostri
- Mayuri Kurotsuchi, Marechiyo Omaeda e Nobutsune Seike in Bleach
- Succulent in Overlord
- Aoki in Hell's Paradise

### Videogiochi
- Trundle in League of Legends (2009)
- Reigel in Starcraft II (2010)
- Scienziato minacciato da Bond in GoldenEye (2010)[4]
- Egidio Troche in Assassin's Creed: Brotherhood (2010)[5]
- John Fitzgerald Kennedy e Michael Rooker in Call of Duty: Black Ops (2010)[6]
- Nathan Gould in Crysis 2 (2011)[7]
- Sceriffo Tracy Howell in Starhawk (2012)[8]
- Muttley in The Darkness II (2012)[9]
- Markus e Zoltun Kulle in Diablo III (2012)[10]
- Brian Castavin in Spec Ops: The Line (2012)[11]
- Lyle White e Thomas Jefferson in Assassin's Creed III (2012)[12]
- Carlos Dominguez e Seguace #2 in Assassin's Creed III: Liberation (2012)[13]
- Cosmo Faulkner in Hitman: Absolution (2012)[14]
- Bartholomew Roberts e John Standish in Assassin's Creed IV: Black Flag (2013)[15]
- Arcimago Antonidas, Nat Paggle, Adoratore e Sir Zeliek in Hearthstone (2014)[16]
- Lord Shaxx in Destiny (2014), Destiny 2 (2017)[17]
- Bosun in Borderlands: The Pre-Sequel (2014)[18]
- Maxwell Roth in Assassin's Creed: Syndicate (2015)[19]
- Edward Deegan, Enrico Thompson, Fred Allen, Lucas Miller, Ricky Dalton e Wallace in Fallout 4 (2015)[20]
- ISAC (voce) in Tom Clancy's The Division (2016)[21]
- Frank West in Dead Rising 4 (2016)[22]
- Alvaro Cardoza in Dishonored: La morte dell'Esterno (2017)[23]
- Pasherenptah in Assassin's Creed: Origins (2017)[24]
- Colonnello Davis in Call of Duty: World War II (2017)[25]
- Analista in Monster Hunter: World (2018)[26]
- Dan in Detroit: Become Human (2018)[27]
- Assurancetourix in Asterix & Obelix XXL 3: The Crystal Menhir (2019)[28]
- Deag Ranak in Doom Eternal (2020)[29]
- Ceolwulf II, Thegn Holt, Cynon e Sigebeald in Assassin's Creed: Valhalla (2020)[30]
- Michail Gorbaciov in Call of Duty: Black Ops Cold War (2020)[31]
- Capitano Opara in Overwatch 2 (2022)[32]
- Tecnico in The Callisto Protocol (2022)[33]
- Prof. Phineas Nigellus Black in Hogwarts Legacy (2023)[34]
- Chamaleon in Spider-Man 2 (2023)[35]
- Nigel Billingsley in Jumanji: Wild Adventures (2023)[36]
- Badeaux in Call of Duty: Black Ops 6 (2024)[37]
- Voci aggiuntive in Monster Hunter Wilds (2025)

### Audiolibri
- Narratore in La Tomba di Sargeras, preludio a World of Warcraft: Legion (2016), di Robert Brooks
- Narratore in Mille anni di guerra, la storia di Alleria e Turalyon, di Robert Brooks
- La chimica dell'acqua di Sara Kim Fattorini
- Ossa rotte, terra bruciata di Mark Hardie
- Narratore in Così Parlò Zarathustra Audible
- Narratore in Primo comando e Costa sottovento di Patrick O'Brian, Audible